# Mesão Frio (Guimarães)
Mesão Frio é uma povoação portuguesa sede da Freguesia de Mesão Frio do Município de Guimarães, freguesia com 4,13 km² de área e 4 159 habitantes (censo de 2021), tendo, por isso, uma densidade populacional de 1 007 hab./km².

## Património
- Casa de Margaride na Quinta de Margaride[3]

## Demografia
A população registada nos censos foi:
| Ano  | 0-14 Anos | 15-24 Anos | 25-64 Anos | > 65 Anos |
| 2001 | 792       | 692        | 2232       | 287       |
| 2011 | 671       | 548        | 2539       | 415       |
| 2021 | 517       | 476        | 2407       | 759       |